# Hispo alboclypea
Hispo alboclypea là một loài nhện trong họ Salticidae. Chúng được Fred R. Wanless miêu tả năm 1981.